# Leuchtturm Delfzijl (1888)
Der Leuchtturm Delfzijl war ein 1888 im Zuge der Beleuchtung der Unter-Ems erbauter Leuchtturm in der Stadt Delfzijl in der niederländischen Provinz Groningen.

## Bau
Um die Unter-Ems auch nachts sicher schiffbar zu machen, wurden bis zum Jahre 1891 fünf Leuchttürme, drei auf deutscher und zwei auf niederländischer Seite errichtet. In den Niederlanden handelte es sich um den Leuchtturm Watum und den nahezu baugleichen Leuchtturm Delfzijl. Das dreistöckige Bauwerk war 10,5 Meter hoch und bot einem Leuchtturmwärter und einem Gehilfen Platz. 

## Zerstörung im Zweiten Weltkrieg
Um die Nutzung des Leuchtturms durch die deutschen Besatzer zu verhindern, brannten niederländische Truppen das Bauwerk im Jahre 1940 nieder. An gleicher Stelle wurde im Jahre 1949 ein neuer, 9,5 Meter hoher Leuchtturm errichtet, der im Jahre 1981 im Zuge einer Hafenerweiterung abgerissen wurde.  